# Departamento de Uadane
Uadane es un departamento de la región de Adrar en Mauritania. 
Este departamento, en su mayor parte desértico, está formado únicamente por la 
ciudad de Uadane.